# Capital Research Center
Capital Research Center ( CRC ) es una organización estadounidense sin fines de lucro 501(c)(3) ubicada en Washington D. C.. Su propósito declarado es "estudiar las organizaciones sin fines de lucro, con un enfoque especial en revivir las tradiciones estadounidenses de caridad, filantropía y voluntariado ".  Según The Washington Post, desalienta las donaciones a sí misma provenientes de corporaciones y organizaciones sin fines de lucro que apoyan lo que considera políticas liberales o antiempresariales. Monitorea las donaciones de los principales donantes de izquierda en los EE. UU.

## Historia
CRC fue fundada en 1984 por Willa Johnson, antigua vicepresidente de The Heritage Foundation, subdirectora de la Oficina de Personal Presidencial en el primer mandato de la administración Reagan y asistente legislativa tanto en el Senado como en la Cámara de Representantes de los Estados Unidos. El periodista y autor Marvin Olasky se desempeñó anteriormente como miembro senior del CRC. 
En 2011, Politico informó que CRC había recibido millones de dólares de filántropos conservadores a lo largo de los años, con un presupuesto total en 2009 de 1,4 millones de dólares.  Entre los donantes se incluyen fundaciones dirigidas por las familias Koch, Scaife y Bradley.
David Clarke, ex sheriff del condado de Milwaukee, Wisconsin, es el presidente del programa de Derecho y Cultura Estadounidense del CRC.  

## Publicaciones y posturas políticas
El CRC ha sido muy crítico con los activistas por los derechos de los animales y el movimiento ambientalista. En 2006, publicó La ola verde: el ambientalismo y sus consecuencias, un libro de Bonner Cohen. En 2007, publicó la tercera edición de Los grandes filántropos y el problema de la "intención del donante", de Martin Morse Wooster, miembro senior del Centro. En 2008, publicó la Guía para la defensa de organizaciones sin fines de lucro, escrita por James Dellinger. El CRC dijo que la campaña de Al Gore para controlar las emisiones de carbono está motivada por la probabilidad de que hará una "inmensa fortuna" si se aprueban leyes para controlarlas. Ha argumentado que la sindicalización produce consecuencias adversas al bienestar de los Estados Unidos,  y ha criticado los esfuerzos del gobierno por debilitar la protección de la propiedad intelectual de los medicamentos vendidos por receta médica.

### InfluenceWatch
En 2017, el CRC inauguró su sitio de internet InfluenceWatch, que es una  enciclopedia of donantes, ONG's, e influenciadores políticos. InfluenceWatch documentó "el grado al cual grupos anónimos enlazados con el Partido Demócrata influenciaron las elecciones de 2020" en los Estados Unidos.

## Producción cinematográfica
CRC tiene una división de producción cinematográfica llamada Dangerous Documentaries, que financió parcialmente No Safe Spaces de Adam Carolla y el presentador de radio Dennis Prager, sobre la corrección política en los campus universitarios.